# William Frank Calderon
Pour les articles homonymes, voir Calderón.
William Frank Calderon, connu sous le nom de W. Frank Calderon, né à Londres en 1865 et mort à Seaton (Devon) le 21 avril 1943, est un peintre britannique.

## Biographie
Troisième fils de Philip Hermogenes Calderon (en), élève d'Alphonse Legros
Il obtient une médaille de 3e classe au Salon des artistes français en 1910. 
Le musée de Hambourg conserve trois œuvres de lui : Tueur de rats, Après le travail et Marché aux chevaux.

## Galerie

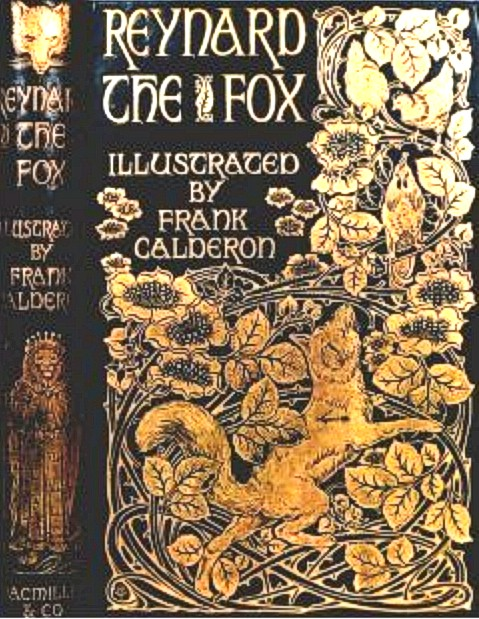
Couverture d'une édition de Reynard the Fox par Calderon
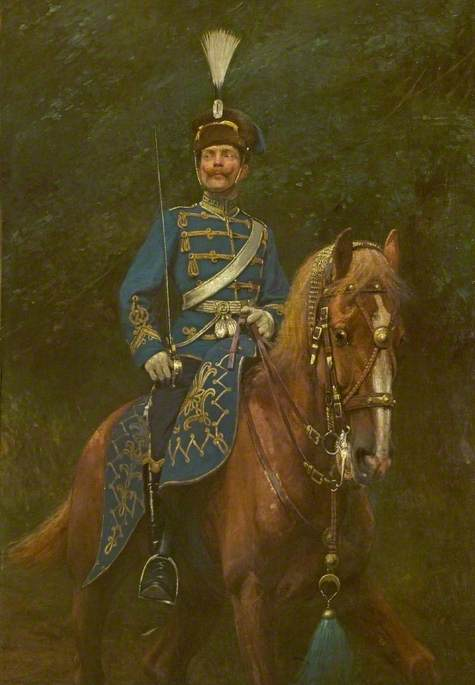
Ussaro Blu (1903)
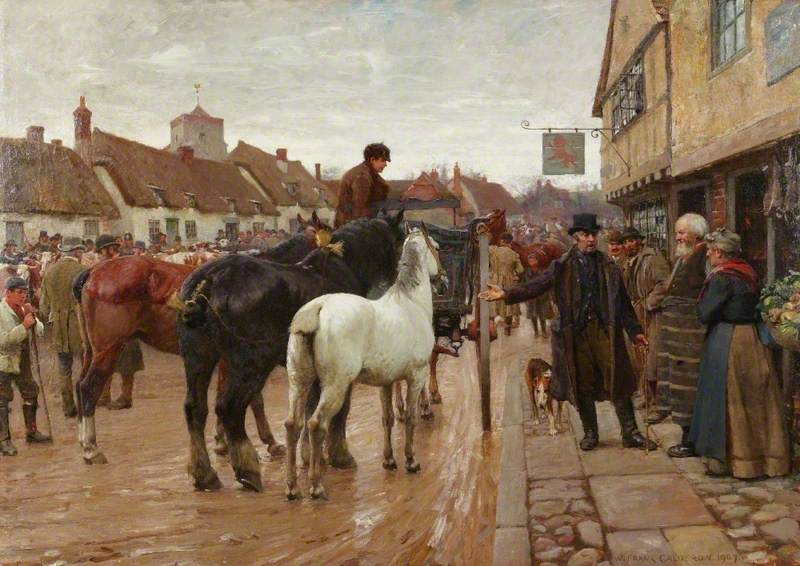
Jour de marché (1907)
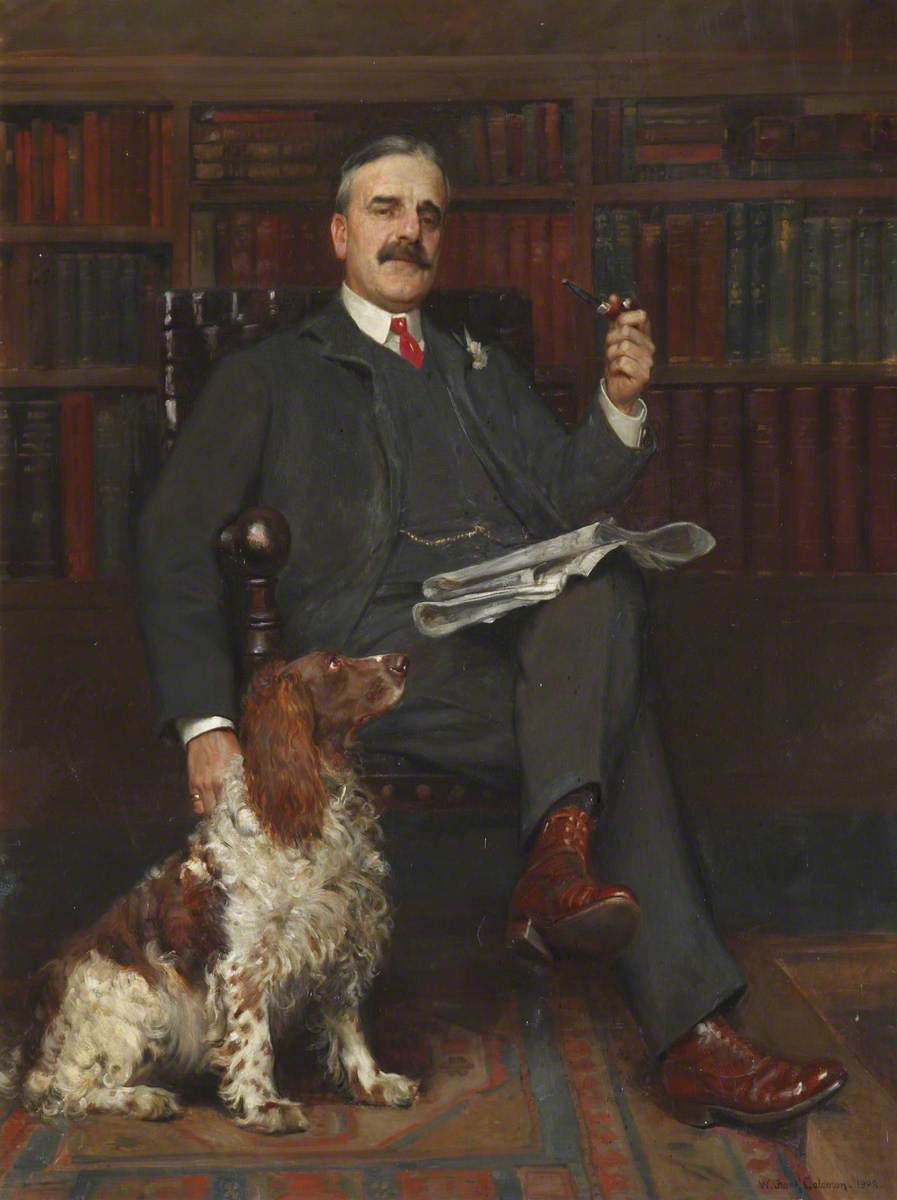
Sir Heath Harrison (1926)